# Bristol Type 62
Die Bristol Type 62 Ten-seater („Zehnsitzer“) war ein einmotoriges, als Doppeldecker ausgelegtes Verkehrs- und Transportflugzeug des britischen Herstellers Bristol Aeroplane Company aus den frühen 1920er-Jahren. Von ihr sowie von der fast baugleichen Type 75 Ten-seater und der Militärversion Type 79 Brandon entstand jeweils nur ein Exemplar.

## Geschichte
In den Jahren 1919 and 1920 entwarf Frank Barnwell, Entwicklungsleiter der Bristol Aeroplane Company, eine Reihe ziviler Flugzeugmuster, vom einmotorigen Dreisitzer bis zur viermotorigen Variante mit zehn Passagierplätzen. Keines dieser Flugzeuge wurde realisiert.
Anfang 1921 beschloss die britische Regierung, etablierte Fluggesellschaften finanziell zu unterstützen. Daraufhin begann Barnwell mit der Entwicklung eines einmotorigen Transportflugzeugs. Neben einem Piloten in einem offenen Cockpit sollte es neun Fluggäste in einer geschlossenen Kabine aufnehmen können. Als Antrieb war ein Bristol-Jupiter-Motor vorgesehen. Da dieser noch nicht zugelassen war, erhielt der Prototyp einen Napier-Lion-Motor mit 330 kW.
Der Erstflug der Type 62 Ten-seater fand am 21. Juni 1921 statt. 1922 kam sie in den Besitz der Instone Air Line, die sie auf der Strecke zwischen London und Paris einsetzte. Später wurde sie von Handley Page Transport übernommen.
Das zweite Flugzeug, die Bristol Type 75, erhielt einen Jupiter-IV-Motor mit 315 kW. Da nun zwei Piloten vorgesehen waren, verringerte sich die Kapazität auf acht Fluggäste. Der Erstflug fand im Juli 1922 statt. Die ursprünglich für Instone vorgesehene Maschine kam 1924 in den Besitz der Nachfolgegesellschaft Imperial Airways. Da diese ihre Passagiertransporte nur mit mehrmotorigen Flugzeugen durchführen wollte, wurde die Type 75 zum Frachtflugzeug Type 75A Express Freight Carrier umgebaut und ab Juli 1924 zwischen London und Köln eingesetzt. 1926 erfolgte die Außerdienststellung.
Eine zweite Type 75 ging noch in Produktion, wurde aber nicht mehr fertiggestellt und 1924 als Ersatzteilspender an Instone verkauft.
Im Auftrag der Royal Air Force entstand die Type 79, die als Truppentransporter und Sanitätsflugzeug dienen sollte. Sie erhielt überarbeitete Tragflächen, als Antrieb diente wiederum ein Jupiter-IV-Motor. In der Kabine war Platz für drei Tragen und einen Sanitäter oder für zwei Tragen und vier sitzende Patienten. Dieses Modell flog erstmals im März 1924. Nach der Auslieferung erhielt es die Bezeichnung Brandon. Zusammen mit einer Avro Andover wurde es in Südostengland für Krankentransporte eingesetzt.

## Militärische Nutzung
Vereinigtes Königreich
- Royal Air Force

## Technische Daten (Bristol Type 75)

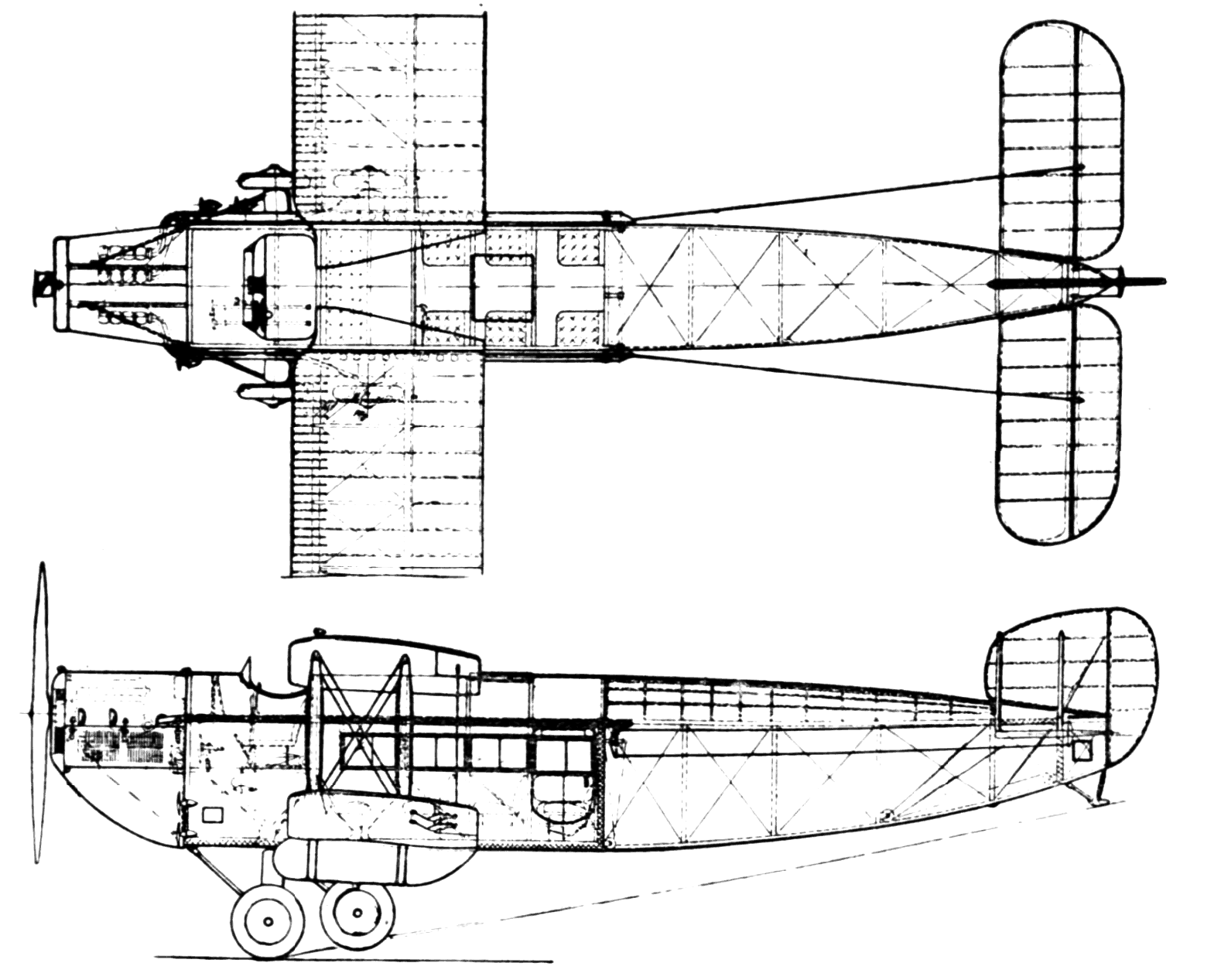
Bristol Ten-seater

| Kenngröße             | Daten                                                 |
| --------------------- | ----------------------------------------------------- |
| Besatzung             | 2                                                     |
| Passagiere            | 8                                                     |
| Länge                 | 12,35 m                                               |
| Spannweite            | 17,07 m                                               |
| Höhe                  | 3,35 m                                                |
| Flügelfläche          | 65,1 m²                                               |
| Leermasse             | 1820 kg                                               |
| Startmasse            | 3070 kg                                               |
| Höchstgeschwindigkeit | 177 km/h                                              |
| Dienstgipfelhöhe      | 2600 m                                                |
| Triebwerke            | ein Sternmotor Bristol Jupiter IV mit 315 kW (428 PS) |